# Fulcieri Paulucci di Calboli
Fulcieri Paulucci di Calboli (Napoli, 26 febbraio 1893 – Saanen, 28 febbraio 1919) è stato un militare italiano, volontario di guerra e decorato di medaglia d'oro al valor militare.

## Biografia
Il cognome si trova anche nella forma Paolucci di Calboli, Paulucci de Calboli oppure Paolucci e Paulucci de' Calboli.
Da giovane, seguì il padre, il conte Raniero, importante diplomatico, nei suoi spostamenti: in Svizzera, ad esempio, fece amicizia con la poetessa Ada Negri. Durante il suo lungo soggiorno nella Confederazione, si impegnò attivamente in favore degli immigrati italiani ivi residenti, fondando, tra l'altro, la Scuola italiana di Berna, insieme a Carlo Spinazzola e alla giornalista ticinese Rosetta Colombi.
Nel 1910 Fulcieri si iscrisse alla facoltà di giurisprudenza dell'Università di Genova, dove nel 1914 si laureò. Nel frattempo, si avvicinò al nascente nazionalismo italiano, partecipando al primo congresso dell'Associazione Nazionalista Italiana, tenutosi a Firenze nel 1910, e aderendo convintamente al movimento.

### Nella grande guerra

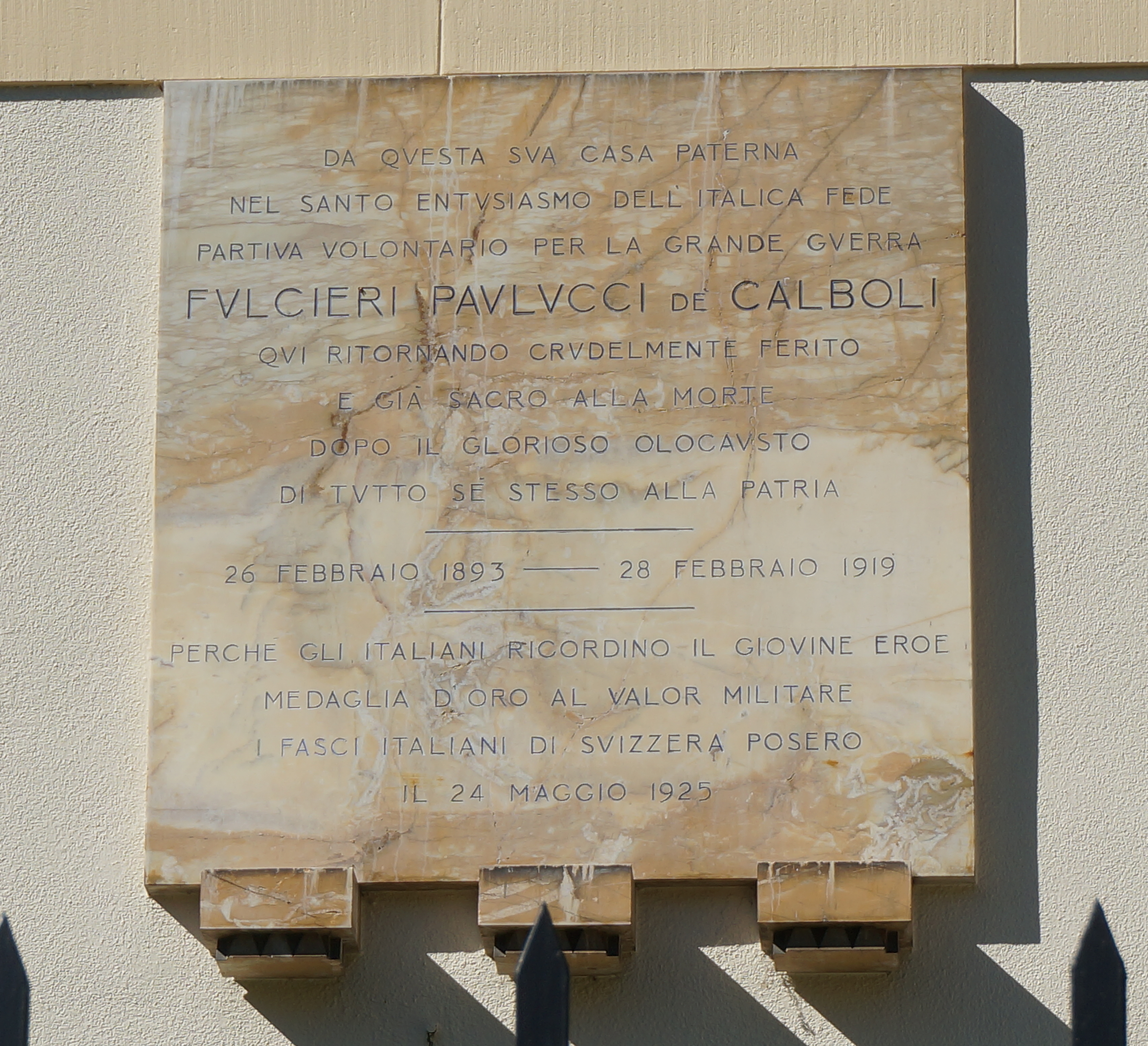
Lapide commemorativa dedicata a Paulucci posta sulla facciata dell'ambasciata italiana a Berna

Pur intenzionato a intraprendere la carriera paterna, scoppiata la prima guerra mondiale nell'ottobre 1914, da convinto interventista qual era, si arruolò immediatamente come volontario e con l'entrata in guerra dell'Italia chiese di essere destinato alla prima linea.
Vi giunse con il grado di sottotenente, aggregato al reggimento cavalleggeri di Saluzzo. Ritenendo la cavalleria un'arma non pienamente operativa, fece subito domanda per essere trasferito in fanteria, con la brigata "Padova" sul Carso. Fu spesso esempio per i commilitoni in battaglia, offrendosi di volta volontario per le missioni pericolose.
Durante una di queste riportò due ferite allo stesso ginocchio che gli causarono un'invalidità permanente. Ancora convalescente, nel dicembre 1916 tornò al fronte in qualità di ufficiale osservatore di controbatteria nella 3ª Armata.
A Dosso Faiti, il 18 gennaio 1917, il suo osservatorio viene distrutto dal fuoco nemico. Paulucci de Calboli riuscì a raggiungere il reparto di linea combattendo fra i fanti. Scesa l'oscurità e necessitando di rinforzi, essendo saltati tutti i collegamenti telegrafici, si offrì di raggiungere il comando.
Per risparmiare tempo, si avventurò allo scoperto ma venne colpito alla schiena da una scheggia che penetrò la colonna vertebrale, con la paralisi permanente degli arti inferiori. Per quest'azione viene poco dopo insignito della medaglia d'oro al valore militare.

### L'impegno propagandistico e la morte
A seguito della disfatta di Caporetto del novembre 1917, aderì al Comitato di Azione mutilati, invalidi e feriti di guerra, partecipando, sulla carrozzella, all'intensa opera di propaganda svolta per esortare gli italiani alla resistenza.  Divenuto presidente della Sezione di Difesa Patriottica, si dedicò, pur nelle sue gravissime condizioni di salute, a un diuturno impegno propagandistico per tutto il nord Italia.
Nel marzo del 1918, mentre si trovava all'ospedale di Genova, contrasse l'erisipela, un'infezione acuta della pelle, a quei tempi pressoché incurabile; iniziò così il suo rapido ed inesorabile declino fisico e il 28 febbraio 1919, a soli 26 anni, morì nel sanatorio Solsana di Saanen, presso Gstaad, in Svizzera.
Le sue spoglie furono trasferite nel cimitero monumentale di Forlì, dove riposano in una tomba del Pantheon, sormontata da un busto realizzato dallo scultore Carlo Fontana. Fu Antonio Beltramelli a definirlo per primo "santo dei mutilati".

## Lettere
Nel 1920 sono state pubblicate le sue lettere indirizzate alla fidanzata Alessandra in un volume curato da Ludovico Toeplitz De Grand Ry, mentre una pubblicazione più completa dei suoi scritti è stata data alle stampe nel 2019.

## Monumenti dedicati

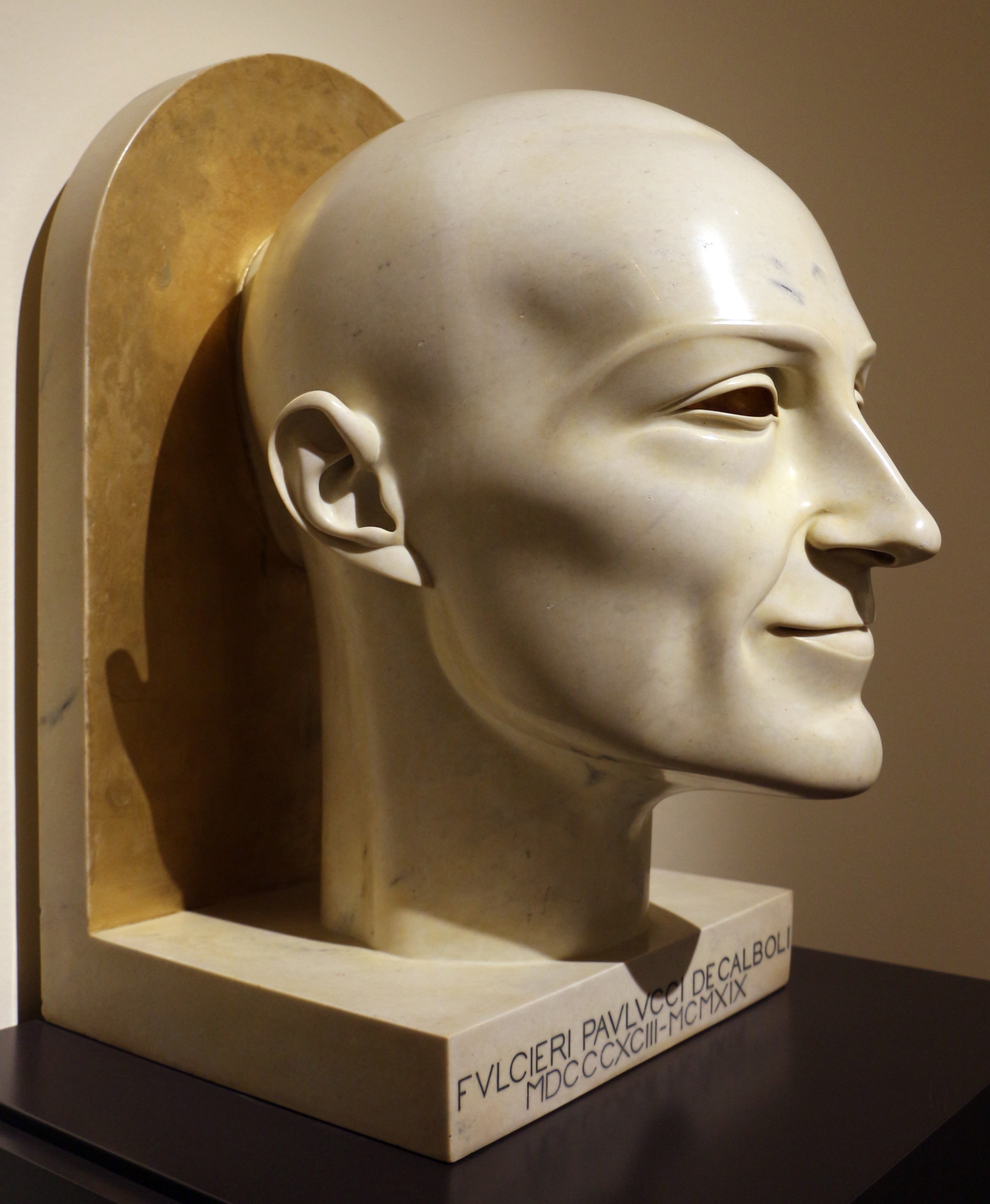
Adolfo Wildt, Fulcieri Paulucci de Calboli, 1919, marmo dorato nella cavità degli occhi e nella lastra di fondo, 61,2x31,3 cm, Forlì, Musei Civici

Adolfo Wildt ha realizzato due busti che rappresentano Fulcieri. Il primo è stato commissionato dalla Fondazione Mutilati di Guerra di Milano nel 1919 e poi acquistato nel 1924 dal Marchese Raniero Paulucci de Calboli, padre di Fulcieri, che lo collocò nella sua casa forlivese. Questo busto è poi è stato donato alla Città di Forlì dopo la morte del Marchese e si trova nelle collezioni cittadine. Il secondo busto, una replica del primo, è stato realizzato per l'atrio della Casa Madre del Mutilati e Invalidi di Guerra a Roma dove tuttora si trova. Wildt realizza un ritratto che colloca il giovane eroe fuori dal tempo e dallo spazio e sublima la sua sofferenza trasformandola in simbolo della virtù eroica che si esprime nell'enigmatico sorriso che richiama l'imperscrutabile beatitudine di alcune statue etrusche.  
Nel 1926 ricevette un busto al Pincio, inaugurato l'11 novembre alla presenza del sottosegretario Italo Balbo.  
A Roma fu intitolata una via nel quartiere Della Vittoria. A Forlì gli è dedicato il Liceo Scientifico e la Casa del Mutilato, dove è presente un suo busto realizzato da Giuseppe Casalini. Sempre a Forlì un tempo gli era dedicato il palazzo Paulucci Dall'Aste, voluto da suo padre come un luogo che lo ricordasse con il nome di Casa di Fulcieri, dato che era stato l'ultimo palazzo dove aveva stabilmente abitato e nella biblioteca è presente una celebrazione della famiglia, dipinta da Gino Ravaioli fra il 1924-28 dove uno dei riquadri è interamente dedicato a lui.